# Langeckberg
Der Langeckberg ist ein 1423 m ü. NHN (nach AVF 1414 m) hoher, dem Massiv des Wilden Lochbergs mit dem Schattlahnerkopf nördlich vorgelagerter, isolierter Berg, der südlich von dem Weg (teilweise Forststraße) liegt, die von Wildbad Kreuth über die Langenau und die Neue Klause zur Erzherzog-Johann-Klause führt. Er liegt im Mangfallgebirge in den Bayerischen Voralpen. Der Berg, der vom Wilden Lochberg durch das Bayrbachtal getrennt ist, hat einen freien Wiesengipfel.

## Alpinismus
Der Berg wird in einer Dreiviertelstunde weglos von der Bayrbachalm über die Westhänge bestiegen. Auf der Nordseite findet sich ein ausgedehntes schrofiges Gelände.

## Galerie

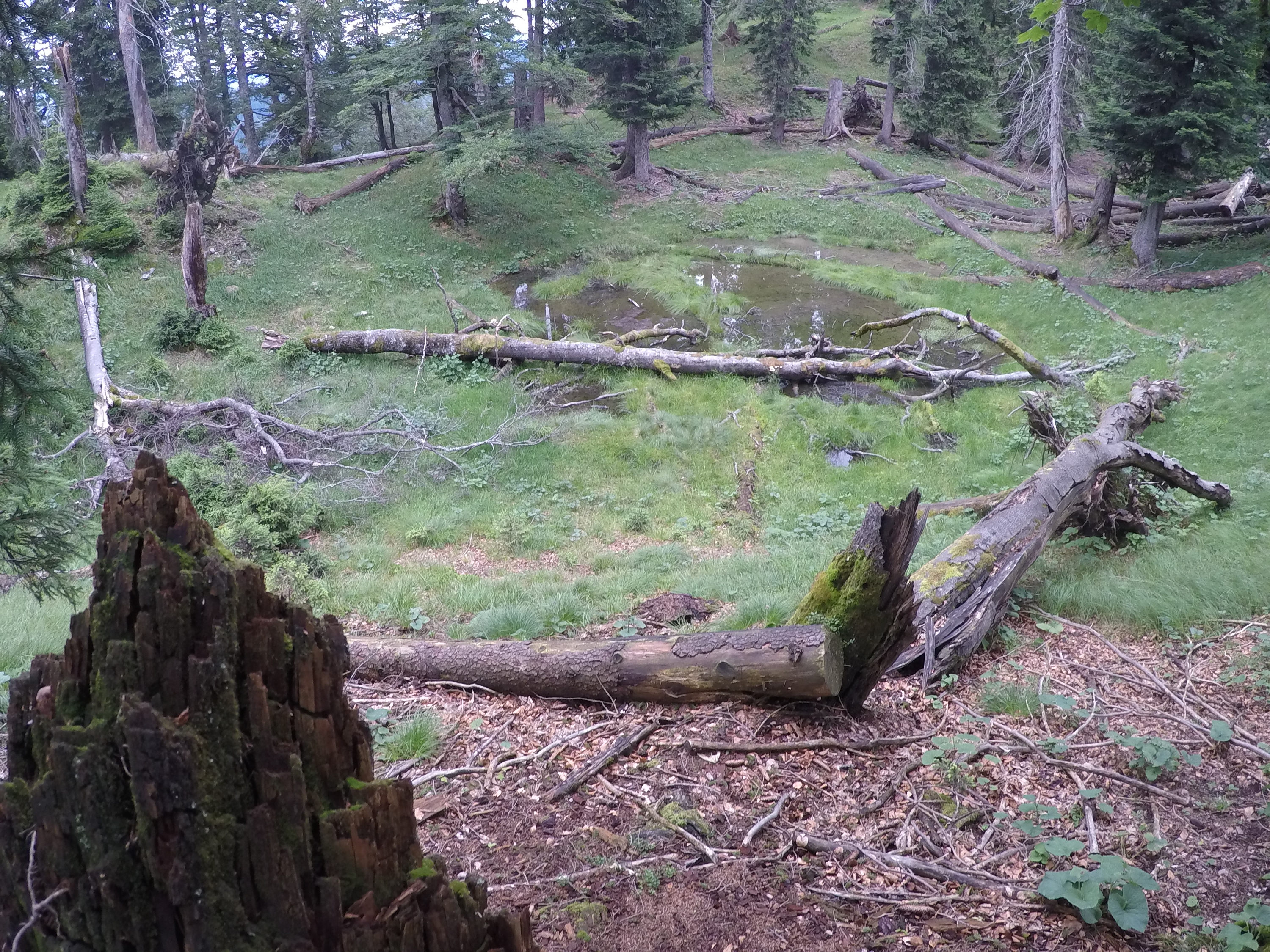
Namenloser Tümpel am Bergrücken
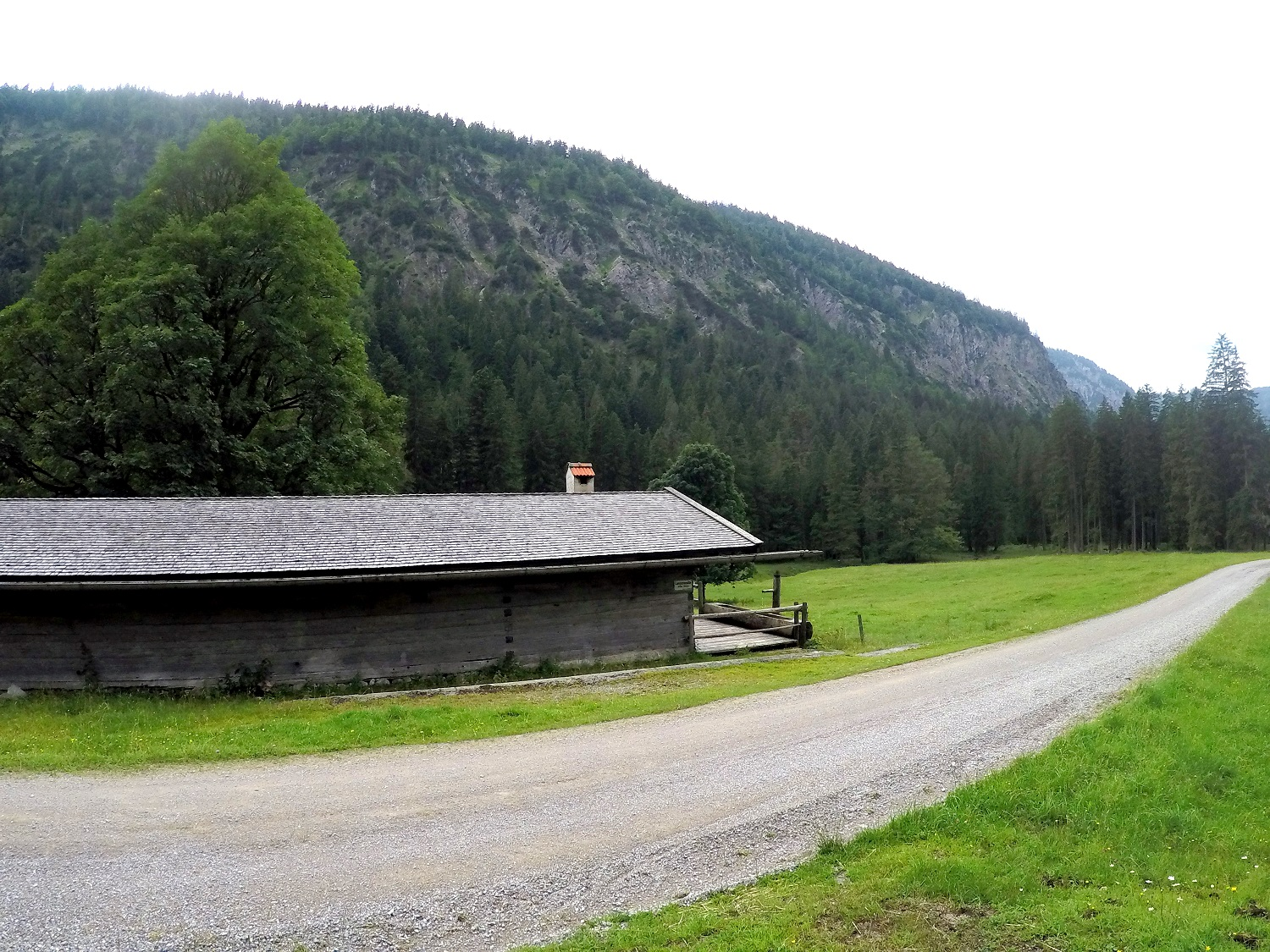
Schrofige Nordseite von der Langenaualm aus